# أهلي السيستاني
أهلي السيستاني هو شاعر وكاتب سيستاني هاجر إلى الهند في عام 1024 هـ. التقى الملا عبد النبي فخر الزماني قزويني، وهو مؤلف كتاب "تذكرة ألحان"، انتقل أهلي إلى مدينة كشمير عام 1026 هـ.
يعتبر أحمد جولشين ماني في كتابه "قافلة الهند" أن أهلي هو اسم مستعار للشاعر. ولعلّ اسمه فخر الزمان القزويني، وبالتالي يكون مؤلف طراز الأخبار.
عاد أهلي إلى سيستان سنة 1031هـ. لم يتم ذكر تاريخ وفاة هذا الشاعر. يتكون ديوان السيستاني من خمسة آلاف آية.

## طالع ايضًا
- سيستان
- قائمة الشعراء بالفارسية[الإنجليزية]